# Phaenocephalus coomani
Phaenocephalus coomani là một loài bọ cánh cứng trong họ Phalacridae. Loài này được Paulian miêu tả khoa học năm 1950.